# Акастлавакан де Албино Зертуче, Сан Мигел (Албино Зертуче)
Акастлавакан де Албино Зертуче, Сан Мигел (шп. Acaxtlahuacán de Albino Zertuche, San Miguel) насеље је у Мексику у савезној држави Пуебла у општини Албино Зертуче. Насеље се налази на надморској висини од 1299 м.

## Становништво
Према подацима из 2010. године у насељу је живело 11 становника.

### Хронологија
| Година       | 2005       | 2010 |
| ------------ | ---------- | ---- |
| Становништво | 14 (7 / 7) | 11   |

### Попис
| # | Индикатор                     | Вредност |
| - | ----------------------------- | -------- |
| 1 | Укупно домаћинстава           | 6        |
| 2 | Укупно насељених домаћинстава | 2        |
| 3 | Величина локације             | 1        |